# Tulip Fever
Tulip Fever is een Britse-Amerikaanse historische dramafilm uit 2017 onder regie van Justin Chadwick. Het verhaal is gebaseerd op dat uit het gelijknamig boek van Deborah Moggach.

## Verhaal
Kunstenaar Jan van Loos krijgt in het Amsterdam van de zeventiende eeuw opdracht van Cornelis Sandvoort om diens echtgenote Sophia te portretteren. Tijdens het schilderproces wordt het tweetal verliefd op elkaar en besluit zich te storten op de tulpenbollenhandel tijdens de tulpenmanie.

## Rolverdeling
- Dane DeHaan als Jan van Loos
- Christoph Waltz als Cornelis Sandvoort
- Alicia Vikander als Sophia Sandvoort
- Holliday Grainger als Maria / verteller
- Judi Dench als Abdis van St. Ursula
- Jack O'Connell als Willem Brok
- Matthew Morrison als Mattheus
- Tom Hollander als Dr. Sorgh
- Cara Delevingne als Annetje
- Cressida Bonas als Mw. Steen
- Douglas Hodge als Nicholas Steen
- Kevin McKidd als Johan De Bye
- Zach Galifianakis als Gerrit
- David Harewood als Mr. Prater
- Joanna Scanlan als Mw. Overvalt
- Sebastian Armesto als Eduart Asmus
- Daisy Lowe als Carolijn
- Michael Nardone als Daan, de veilingmeester
- Daisy Chadwick als Christine
- Rhoda Ofori-Attah als Non
- Patsy Ferran als Tart
- Ella Cumber als Heena (onvermeld)
- Sophie Porley als Meisje in taverne (onvermeld)
- Ana Tanaka als Meisje in taverne (onvermeld)

## Productie
Al voordat het boek werd uitgebracht had volgens schrijfster Deborah Moggach Steven Spielberg interesse in een verfilming. In 2003 waren er al plannen om het boek te verfilmen, onder regie van John Madden, met in de hoofdrollen Jude Law en Keira Knightley. Vanwege belastingproblemen werd het project echter gestaakt. Na een mislukte poging van regisseur Peter Chelsom om het project een nieuw leven te doen inblazen, overwoog Tom Hooper in 2011 om Tulip Fever te verfilmen, maar hij besloot uiteindelijk om Les Misérables (2012) te maken. In 2013 kwam het nieuws dat Justin Chadwick de regie op zich zou nemen en dat Alicia Vikander en Matthias Schoenaerts zijn benaderd voor de hoofdrollen. De draaiperiode werd echter uitgesteld omdat Vikander eerst The Man from U.N.C.L.E. (2015) moest opnemen. Schoenaerts werd in november 2013 vervangen door Dane DeHaan.
In februari 2014 werd bekendgemaakt dat Christoph Waltz zich bij de cast had gevoegd. Judi Dench en Matthew Morrison volgden in juni.
De film werd niet in Amsterdam, maar in Engeland opgenomen.